# Эфиопско-южносуданские отношения
Эфиопско-южносуданские отношения — двусторонние дипломатические отношения между Эфиопией и Южным Суданом. Протяжённость государственной границы между странами составляет 1299 км.

## История
В 1972 году Эфиопия выступила посредником между Суданом и НАОС при подписании соглашения о прекращении огня в столице Эфиопии, которое положило конец Первой гражданской войне в Судане. 
В январе 2021 года президент Южного Судана Сальваторе Киир сделал заявление о  том, что поручил министрам подготовить проект соглашений с Эфиопией для укрепления торгово-экономических связей с этой страной. 
В мае 2022 года Южный Судан подписал Меморандум о взаимопонимании с Эфиопией о закупке 100 МВт электроэнергии в течение следующих трех лет, с планами постепенного увеличения импорта электроэнергии до 400 МВт. Согласно условиям соглашения, первым этапом плана закупки электроэнергии станет проведение технико-экономического обоснования.

## Проблема беженцев
В 2022 году на территории Эфиопии были размещены 402 099 южносуданских беженцев, что является следствием гражданской войны в Южном Судане.

## Торговля
В 2020 году поставка товаров из Эфиопии в Южный Судан была осуществлена на сумму 6,89 млн долларов США. Основной экспорт из Эфиопии в Южный Судан: зерно, напитки, спиртные напитки, табак и уксус.

## Дипломатические представительства
- Эфиопия имеет посольство в Джубе[6].
- Южный Судан содержит посольство в Аддис-Абебе[7].